# Szentborbás
Szentborbás (horvátul: Brlobaš) község Somogy vármegyében, a Barcsi járásban. Somogy vármegye legdélebbi fekvésű települése.

## Fekvése
A falu 32 kilométerre délkeletre helyezkedik el Barcstól, a Dráva mellett, közvetlenül Somogy és Baranya vármegyék határán; délnyugati határszéle több kilométeres hosszan egybeesik a magyar-horvát államhatárral is. Külterületeinek jelentős hányada a Duna–Dráva Nemzeti Park része.
A határ magyar oldalán csak három települési szomszédja van: északnyugat felől Tótújfalu, északkelet felől Lakócsa, délkelet felől pedig Felsőszentmárton. A határ túloldalán a két legközelebbi település a horvátországi Budakóc (Budakovac) és Detkovac (Detkovac).

### Megközelítése
Csak közúton érhető el, a Harkány-Sellye-Darány közti 5804-es útról Drávafoknál vagy Lakócsánál letérve, az 5825-ös úton.
A településen áthalad az EuroVelo nemzetközi kerékpárút-hálózat 13. számú, „Vasfüggöny” útvonalának horvát-magyar határ menti szakasza, amelynek a Drávatamási és Drávasztára közti 3. számú etapja érinti a falut.

## Története
Szentborbás Árpád-kori település, mely a tatárjárás előtt már fennállt. 1324-ben Zenthbarrabás írásmóddal említették, ekkor a zselicszentjakabi apátságnak voltak itt birtokai. Gergely pápa szerint a falu kápolnája 1216 előtt épült. Neve szerepelt az 1332-1337. évi pápai tizedjegyzékben is, tehát már ekkor egyházas hely volt. 1375-ben a Szerdahelyi Dersfiakat iktatták birtokába, az 1536. évi adólajstrom szerint pedig Török Bálinté volt. Az 1660. évi pannonhalmi főapátsági tizedjegyzékben részben a székesfehérvári custodiatus, részben a zselicszentjakabi apátság volt a birtokosa. 1733-ban már csak pusztaként említették, ekkor szintén a zselicszentjakabi apátságé volt. 1757 után települt be újból. A 18. század elején katolikus horvátokat telepítettek a faluba, a 19. században pedig már sokác faluként említették. A Dráva-menti horvát viselet még mindig látható a faluban.
Lakossága elöregedő. Az ideiglenes drávai határátkelő kompjárat rendszeressé tételét tervezik.
A 20. század elején Somogy vármegye Barcsi járásához tartozott.
1910-ben 436 lakosából 129 magyar, 3 német, 304 horvát volt. Ebből 427 római katolikus, 5 református, 2 evangélikus, 2 izraelita volt. Ma amellett, hogy sokan horvátnak is vallják magukat, a lakosság több mint 90%-a magyar identitással vagy azzal is rendelkezik.
A községhez tartozik Krancsevicza-puszta is.
2012-ben felújították a Szentborbás-Lakócsa-Drávafok 5,2 km-es útszakaszt, amelyet 2012. július 31-én adtak át a forgalomnak. Ez az útszakasz az 5825-ös országos út, ahol a munkálatokat május 2-án kezdték el.

## Közélete

### Polgármesterei
- 1990–1994: Dudás Jánosné (független)[7]
- 1994–1998: Dudás Jánosné (független)[8]
- 1998–2002: Dudás Jánosné (független horvát kisebbségi)[9]
- 2002–2006: Dudás János Márkné (független horvát kisebbségi)[10]
- 2006–2010: Dudás János Márkné (független)[11]
- 2010–2014: Dudás János Márkné (független)[12]
- 2014–2019: Dudás János Márkné (független)[13]
- 2019–2024: Pavlekovics János (független)[14]
- 2024– : Pavlekovics János (független)[1]

## Népesség
A település népességének változása:
| Lakosok száma | 116  | 106  | 103  | 88   | 101  | 105  | 102  |
|               | 2013 | 2014 | 2015 | 2021 | 2022 | 2023 | 2024 |

A 2011-es népszámlálás során a lakosok 91,3%-a magyarnak, 26,9% cigánynak, 61,5% horvátnak, 1% németnek mondta magát (a kettős identitások miatt a végösszeg nagyobb lehet 100%-nál). A vallási megoszlás a következő volt: római katolikus 74%, református 1%, evangélikus 2,9%, felekezeten kívüli 17,3% (4,8% nem nyilatkozott).
2022-ben a lakosság 83,2%-a vallotta magát magyarnak, 38,6% horvátnak, 32,7% cigánynak, 1% ruszinnak, 6,9% egyéb, nem hazai nemzetiségűnek (14,9% nem nyilatkozott; a kettős identitások miatt a végösszeg nagyobb lehet 100%-nál). Vallásuk szerint 53,5% volt római katolikus, 2% református, 12,9% felekezeten kívüli (30,7% nem válaszolt).
A lakosság horvát részének nyelvjárására jellemző, névmás szerint az ún. „kaj” nyelvjárást beszélik, tehát ezért nevezik őket kajkávácoknak. A mellette lévő Lakócsán, Tótújfaluban élő horvátok is a kájkávácok közé tartoznak.

## Nevezetességei
- A Duna–Dráva Nemzeti Park kezelésében álló, védett és értékes ártéri növénytársulások.